# الدوري الإندونيسي الممتاز 2001
الدوري الإندونيسي الممتاز 2001 (بالإندونيسية: Divisi Utama Liga Indonesia 2001)‏ هو الموسم 7 من الدوري الإندونيسي الممتاز ‏. كان عدد الأندية المشاركة فيه 28، وفاز فيه برسيجا جاكارتا.